# 拉布鲁斯 (康塔尔省)
拉布鲁斯（法語：Labrousse，法語發音：[labʁus]）是法国康塔尔省的一个市镇，位于该省西南部，属于欧里亚克区。

## 地理
拉布鲁斯（44°51'23"N, 2°32'32"E）面积19.86 平方千米，位于法国奥弗涅-罗讷-阿尔卑斯大区康塔爾省，该省份为法国中南部省份，位于法國中央高原中心，北起科雷兹省、上盧瓦爾省和多姆山省，西接洛特省和科雷兹省，南至阿韦龙省和洛特省，东临上盧瓦爾省和洛泽尔省。
与拉布鲁斯接壤的市镇（或旧市镇、城区）包括：塞尔河畔阿尔帕容、卡拉、克罗德罗内斯屈埃、普吕内、泰西耶尔莱布列斯、韦扎克、韦泽尔鲁西。

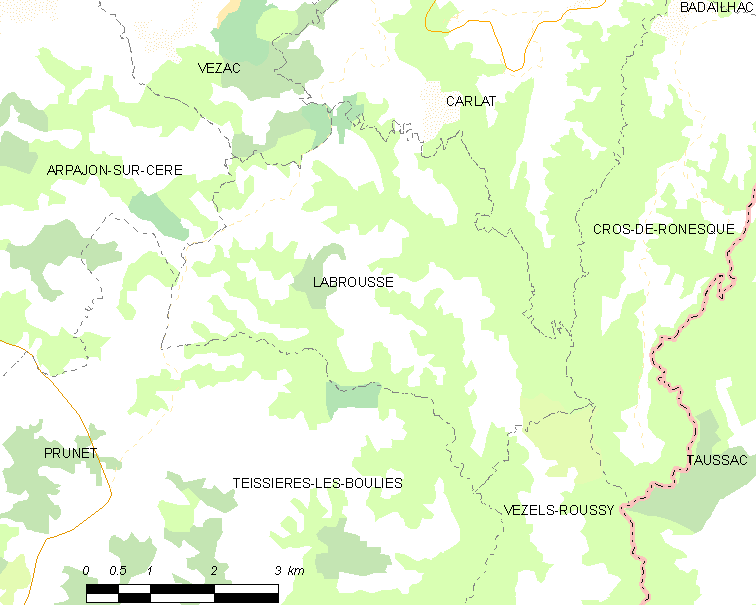
的OSM定位图

拉布鲁斯的时区为UTC+01:00、UTC+02:00（夏令时）。

## 行政
拉布鲁斯的邮政编码为15130，INSEE市镇编码为15085。

## 政治
拉布鲁斯所属的省级选区为塞尔河畔维克县。

## 人口

1962-2008年间人口变化图示

拉布鲁斯于2022年1月1日时的人口数量为480人。